# Ikanago

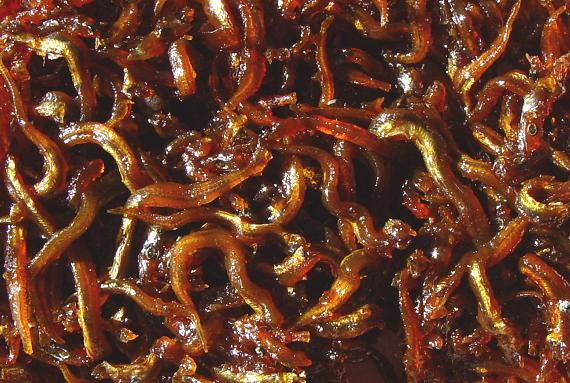
Ikanago

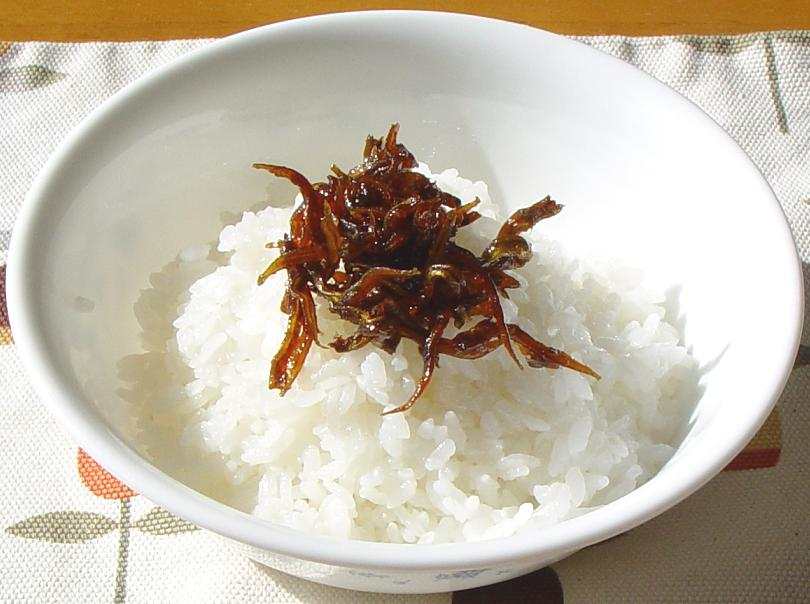
Ikanago auf Reis

Ikanago (japanisch:イカナゴ), seltener auch Kamasugo, ist eine japanische Bezeichnung für eine kleine japanische Sandaal-Art (Wissenschaftlicher Name: Ammodytes personatus) ähnlich dem Tobiasfisch.

## Fischart
Die Jungfische werden in Japan je nach Gegend Koonago oder Shinko, ausgewachsene Fische Merōdo oder Furuse genannt. In Kyūshū heißen sie Kanagi.
Der Ikanago ist ein Fisch aus den nördlichen Gewässern und vergräbt sich in den Breitengraden Japans in den Sommermonaten im Sand. Heimisch ist er vor allem in der Seto-Inlandsee. Sein Lebensraum wurde in den vergangenen Jahrzehnten eingeschränkt, da sich der Sand, den der Ikanago bewohnt, zur Betonerzeugung eignet und an einigen Stellen in größerem Maße abgebaut wurde. Entsprechend ist auch die Ikanago-Fischerei zurückgegangen.

## Spezialität in Kansai
In Banshū im Südwesten des heutigen Hyōgo werden Ikanago alljährlich in der Saison im Frühling als Beilage zum Reis zubereitet: 2–3 cm lange Ikanago werden in Zucker und Soja-Sauce mit ein wenig Sake gegart, bis keine Flüssigkeit mehr übrig ist. Die so zubereitete, klebrige Menge Ikanago (いかなご) wird bei einem Gericht so wie Tsukemono zum weißen Reis gegessen, und ist nach wie vor regional sehr beliebt: Auch heute bereiten viele Hausfrauen der Gegend ihr eigenes Ikanago, statt es im Supermarkt zu kaufen, und verschenken es gern als Gastgeschenk oder kleine Aufmerksamkeit. Vergleichen lässt sich dies mit dem Weihnachtsplätzchenbacken im deutschen Sprachraum.